# ウォールデン・メディア
ウォールデン・メディア（Walden Media）は、アメリカ合衆国の映画製作会社。主に子供向け映画の製作を行っており、映画『ナルニア国物語』シリーズの製作でも知られている。

## 主な製作作品
- ジェームズ・キャメロンのタイタニックの秘密 Ghosts of the Abyss（2003）
- 80デイズ Around the World in 80 Days（2004）
- アイ・アム・デビッド I Am David（2004）
- ナルニア国物語/第1章: ライオンと魔女 The Chronicles of Narnia: The Lion, the Witch and the Wardrobe（2005）
- エイリアンズ・オブ・ザ・ディープ Aliens of the Deep（2005）
- アメイジング・グレイス Amazing Grace（2006）
- シャーロットのおくりもの Charlotte's Web（2006）
- テラビシアにかける橋 Bridge to Terabithia（2006）
- ザ・シーカー 光の六つのしるし The Seeker: The Dark Is Rising（2007）
- マゴリアムおじさんの不思議なおもちゃ屋 Mr. Magorium's Wonder Emporium（2007）
- ウォーター・ホース The Water Horse: Legend of the Deep（2007）
- 幸せの1ページ Nim's Island（2008）
- ナルニア国物語/第2章: カスピアン王子の角笛 The Chronicles of Narnia: Prince Caspian（2008）
- センター・オブ・ジ・アース Journey to the Center of the Earth（2008）
- エンバー 失われた光の物語 City of Ember（2008）
- ザッツ★マジックアワー ダメ男ハワードのステキな人生 The Great Buck Howard（2008）
- バンドスラム Bandslam（2009） - 日本未公開
- 妖精ファイター Tooth Fairy（2010）
- ラモーナのおきて Ramona and Beezus（2010）
- ナルニア国物語/第3章: アスラン王と魔法の島 The Chronicles of Narnia: The Voyage of the Dawn Treader（2010）
- センター・オブ・ジ・アース2 神秘の島 Journey 2: The Mysterious Island（2012）
- マーヴェリックス/波に魅せられた男たち Chasing Mavericks（2012）
- かぞくモメはじめました Parental Guidance（2012）
- ギヴァー 記憶を注ぐ者 The Giver（2014）
- エベレスト 3D Everest（2015）
- BFG: ビッグ・フレンドリー・ジャイアント The BFG（2016）
- 僕のワンダフル・ライフ Dog's Purpose（2017）
- ワンダー 君は太陽 Wonder（2017）
- ザ・スター はじめてのクリスマス The Star（2017）
- ファイティング・with・ファイア Playing with Fire（2019）

## 社名とロゴ
- 社名の「ウォールデン」は、マサチューセッツ州のコンコードにある「ウォールデン池」にちなみ名付けられた。また会社のオープニングロゴは、小石が池の上の水面を越えてスキップしている「水切り」の様子を描いたアニメーションである。